# اسمولنسک‌آئروترنس
اسمولنسک‌آئروترنس (به انگلیسی: Smolenskaerotrans) یک شرکت هواپیمایی است که در تاریخ نوامبر ۶ ۱۹۹۷ میلادی تأسیس شده است.
دفتر مرکزی اسمولنسک‌آئروترنس در اسمولنسک واقع شده‌است و قطب این شرکت هواپیمایی در اسمولنسک قرار دارد.